# Solenzo
Solenzo  là một tổng của tỉnh Banwa ở phía tây Burkina Faso. Thủ phủ của tổng này là thị xã Solenzo. Theo điều tra dân số năm 1996, tổng này có dân số 115.927 người.

## Các thị xã và các làng
Các thị xã, xã làng lớn nhất như sau .:
- Solenzo	(14 387 dân) (thủ phủ)
- Bama	(1 080 dân)
- Ban (8 776 dân)
- Bayé (5 478 dân)
- Bèna (11 963 dân)
- Bialé (1 892 dân)
- Bonza	 (5 209 dân)
- Daboura (7 285 dân)
- Darsalam (3 114 dân)
- Dèssè (1 756 dân)
- Dinkiéna (4 593 dân)
- Denkoro (2 490 dân)
- Dira (3 209 dân)
- Dissankuy (2 794 dân)
- Gnassoumadougou (3 329 dân)
- Kiè (6 212 dân)
- Koakoa (881 dân)
- Koma, Burkina Faso (1 941 dân)
- Hèrèdougou (3 205 dân)
- Lanfiéra (617 dân)
- Lèkoro (1 668 dân)
- Masso (2 465 dân)
- Mawé (2 329 dân)
- Montionkuy (786 dân)
- Moussakongo (3 310 dân)
- Pouy (1 059 dân)
- Sanakuy (2 327 dân)
- Siguinonghin (3 683 dân)
- Toukoro (5 277 dân)
- Yèrèssoro (2 812 dân)